# Риган, Майкл Стэнли
Майкл Стэнли Риган (англ. Michael Stanley Regan; род. 6 августа 1976) — американский экологический регулятор. 16-й Администратор Агентства по охране окружающей среды(с 2021 по 2025). Он первый афроамериканец, занявший эту должность. Риган ранее работал секретарём Департамента качества окружающей среды Северной Каролины и специалистом по качеству воздуха в Агентстве по охране окружающей среды (АООС).

## Ранняя жизнь и образование
Риган родом из Голдсборо, Северная Каролина. Он учился в Государственном университете Северной Каролины A&T, где получил степень бакалавра наук в области наук о Земле и окружающей среде. Затем он поступил в Университет Джорджа Вашингтона, где получил степень магистра государственного управления.

## Карьера
Риган начал свою карьеру в качестве экологического регулятора Агентства по охране окружающей среды при администрации Клинтона и администрации Буша с 1998 по 2008 год. Затем он присоединился к Фонду защиты окружающей среды.
В 2017 году губернатор Северной Каролины Рой Купер назначил Ригана секретарём Департамента качества окружающей среды Северной Каролины.

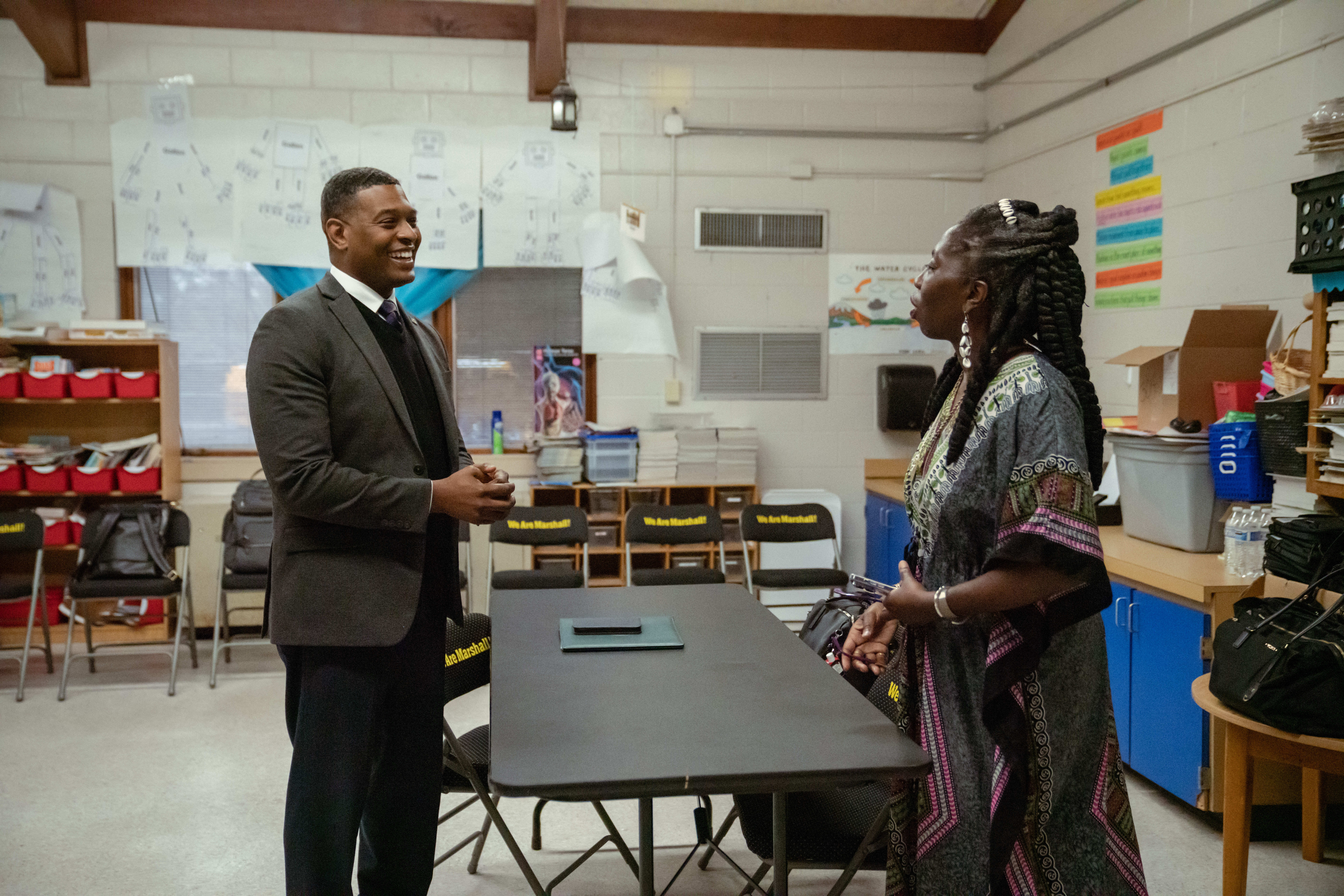
Риган в Оринджберге (2024 год)

17 декабря 2020 года члены переходной президентской команды Байдена сообщили прессе, что Риган будет номинирован на должность следующего администратора Агентства по охране окружающей среды США. Кандидатура Ригана была одобрена Сетью по охране окружающей среды, организацией, состоящей из бывших назначенцев Агентства по охране окружающей среды и кадровых сотрудников, которая была создана для противодействия усилиям администрации Трампа по отмене экологических норм.
9 февраля 2021 года члены Комитета Сената США по окружающей среде и общественным работам (EPW) проголосовали за то, чтобы направить кандидатуру Ригана на должность администратора Агентства по охране окружающей среды на голосование в Сенате. 10 марта 2021 года Сенат 66 голосами за против 34 утвердил его кандидатуру и 11 марта Риган был приведён к присяге 2021 года.
В декабре 2024 года Риган сообщил сотрудникам агентства, что покинет свою должность не дожидаясь официального окончания срока полномочий президента Байдена.

## Личная жизнь
Риган — сын Зеба Стюарта Ригана-младшего, ветерана Вьетнама и полковника в отставке Армии Национальной гвардии Северной Каролины, и Мэвис Риган. У него есть брат и сестра.
Риган живёт в Роли, Северная Каролина, с женой Мелвиной и сыном.